# Georgi Konstantinowitsch Gurjanow
Georgi Konstantinowitsch Gurjanow (russisch Георгий Константинович Гурьянов, wiss. Transliteration Georgij Konstantinovič Gur'janov; * 27. Februar 1961 in Leningrad; † 20. Juli 2013 in Sankt Petersburg) war ein russischer Musiker und Künstler.

## Leben
Gurjanow absolvierte die Leningrader Kunstschule Nr. 1, lernte dann ein Jahr an der Walentin Serow Kunstschule und verließ sie dann. Seit der Kindheit lernte er Balalajka, Dombra, Klavier und Gitarre spielen. Im Jahr 1982 wurde Gurjanow Mitglied der Gruppe Neue Künstler (Новые художники). Über den gemeinsamen Freund der Gruppe Awtomatitscheskie udowletworiteli (Автоматические удовлетворители) Andrei Panow lernte Gurjanow Wiktor Zoi kennen. Die beiden verband ein Interesse für die Malerei und Musik, so dass sich eine Freundschaft zwischen ihnen entwickelte. Als sich die von Wiktor Zoi und Alexei Rybin gegründete Band Kino im Jahr 1984 neu formierte, wurde Gurjanow Drummer der Band und blieb dies bis zum Tode Wiktor Zois und der Auflösung der Band im Jahr 1990. Seit 1986 spielte er außerdem mit Sergei Anatoljewitsch Kurjochin in der Gruppe Pop-Mechanika (Поп-механика) zusammen. Als Kino Ende der 80er Jahre berühmt wurde, gefiel es Gurjanow nicht, ein „Pop-Star“ zu sein, weswegen er sich immer mehr der Kunst widmete. Außerdem widmete er seine Aufmerksamkeit bereits seit dem Ende der 1980er Jahre vermehrt der Techno, House und Klubbewegung. Er organisierte unter anderem die ersten Rave-Veranstaltungen in Sankt Petersburg. Zudem nahm er an Timur Nowikow’s Projekten „0-Revolution“ und „0-Objekt“ teil.
1993 wurde Gurjanow Ehrenprofessor an der neu gegründeten Akademie der Künste (Академия Изящных Искусств) in Sankt Petersburg.
Gurjanow starb am 20. Juli 2013 in Sankt Petersburg im Alter von 52 Jahren an den Folgen einer Erkrankung an Leberkrebs.